# FBI Angels
『FBI Angels』（エフビーアイ エンジェルズ）は、2008年7月4日から2010年3月26日まで北陸放送（MROテレビ）で毎週金曜日 22:54 - 23:00 （JST）に放送されていたミニ番組である。ハイビジョン制作で、地上アナログ放送ではレターボックス形式で放送されていた。

## 概要
番組のタイトルになっている "FBI" とは "Favoite and Better, Information" の略称で、石川県内のお気に入りアイテムや気になる話題を取り上げていくのが番組のコンセプトである。アメリカ合衆国の捜査機関である連邦捜査局 (FBI) とは全く関係ない。
北陸放送の2008年入社の女性アナウンサー3人が、「FBI捜査官」という設定でリポートしていく形態を取っていた。番組内では毎週2つの話題を伝えていた。
毎年年末には、放送時間を大幅に拡大した特別編が放送されていた（2008年12月20日放送分は「Xmas MISSON」、2009年12月26日放送分は「Special Misson」）。

## 出演者
いずれも2008年入社のアナウンサー。
- 福島彩乃（当時北陸放送アナウンサー）
- 酒井千佳（同上）
- 室照美（同上）

## 放送時間
- 本放送：金曜日 22:54 - 23:00
- 再放送：土曜日（日曜深夜） 26:10 - 26:15